# Parodon nasus
Parodon nasus är en fiskart som beskrevs av Kner, 1859. Parodon nasus ingår i släktet Parodon och familjen Parodontidae. Inga underarter finns listade i Catalogue of Life.